# Assamstadt (Landschaftsschutzgebiet)
Das Gebiet Assamstadt ist ein 84 ha großes Landschaftsschutzgebiet auf der Gemarkung der Gemeinde Assamstadt im Main-Tauber-Kreis in Baden-Württemberg. Es wurde mit Verordnung vom 13. Februar 1981 ausgewiesen (LSG-Nummer 1.28.006) und ist damit eines der ältesten Landschaftsschutzgebiet im Main-Tauber-Kreis.

## Schutzzweck
Wesentlicher Schutzzweck ist die Erhaltung der landschaftlichen Schönheit und Eigenart sowie die Sicherung des Gebietes als naturnaher Lebensraum für die Tier- und Pflanzenwelt.
Das Gebiet umfasst das Hollergraben und danach Dachttal genannte Obertal des Horrenbachs mit seiner schmalen Wiesenaue und den größtenteils von Wald bestandenen Hühnerberg im Osten. An den südexponierten rechten Talhängen liegen Sukzessionsflächen ehemaligen Wein- und Obstbaus, anderswo kleine Waldstücke und Hecken an den niedrigen Hängen, die die Landschaft kleinräumig gliedern.